# Berwick (Louisiana)
Berwick is een plaats (town) in de Amerikaanse staat Louisiana, en valt bestuurlijk gezien onder St. Mary Parish.

## Demografie
Bij de volkstelling in 2000 werd het aantal inwoners vastgesteld op 4418.
In 2006 is het aantal inwoners door het United States Census Bureau geschat op 4334, een daling van 84 (-1,9%).

## Geografie
Volgens het United States Census Bureau beslaat de plaats een oppervlakte van
15,7 km², waarvan 15,4 km² land en 0,3 km² water.
Berwick, een voorstadje van Morgan City ligt aan de oevers van de Atchafalaya River.

## Plaatsen in de nabije omgeving
De onderstaande figuur toont nabijgelegen plaatsen in een straal van 32 km rond Berwick.